# (61190) Johnschutt
(61190) Johnschutt – planetoida z pasa głównego asteroid okrążająca Słońce w ciągu 3,28 lat w średniej odległości 2,21 j.a. Odkryta 1 lipca 2000 roku przez Myke’a Collinsa i Minora White’a w obserwatorium w miejscowości Anza w Kalifornii. Nazwa planetoidy upamiętnia Johna Schutta (ur. 1948) – przez ponad dwie dekady uczestnika corocznych wypraw na Antarktydę w ramach programu Antarctic Search for Meteorites.